# Campeonato de Fútbol de Costa Rica 1982
La temporada 1982 de la Liga Superior fue la 63.ª edición de la máxima categoría del sistema de Ligas costarricenses de fútbol. Se disputó desde el 21 de febrero y concluyó el 22 de diciembre de 1982.
El equipo Saprissa se proclamó campeón al ganar la gran final ante Puntarenas.

## Sistema de competición
La temporada de la Liga Superior estuvo conformada en tres partes:
- Fase de clasificación: Se integró por las 36 jornadas del certamen.
- Fase pentagonal: Se integró por un grupo con los cinco mejores equipos.
- Gran final: Disputaron la serie el líder de la clasificación y el líder de la pentagonal.

### Fase de clasificación
En la fase de clasificación se observó el sistema de puntos. La ubicación en la tabla general, estuvo sujeta a lo siguiente:
- Por juego ganado se otorgaron dos puntos.
- Por juego empatado se otorgó un punto.
- Por juego perdido no se otorgaron puntos.

En esta fase participaron los 10 clubes de la Liga Superior jugando todos contra todos durante las 36 jornadas respectivas a lo largo de la temporada, a visita recíproca durante cuatro vueltas.
El orden de los clubes al final de la fase de clasificación del torneo correspondió a la suma de los puntos obtenidos por cada uno de ellos y se presentó en forma descendente. Si al finalizar las 36 jornadas del torneo, dos o más clubes estuviesen empatados en puntos, su posición en la tabla general fue determinada atendiendo a los siguientes criterios de desempate:
1. Mayor diferencia positiva general de goles. Este resultado se obtiene mediante la sumatoria de los goles anotados a todos los rivales, en cada campeonato menos los goles recibidos de estos.
2. Mayor cantidad de goles a favor, anotados a todos los rivales dentro de la misma competencia.
3. Mejor puntuación particular que hayan conseguido en las confrontaciones particulares entre ellos mismos.
4. Mayor diferencia positiva particular de goles, la cual se obtiene sumando los goles de los equipos empatados y restándole los goles recibidos.
5. Mayor cantidad de goles a favor que hayan conseguido en las confrontaciones entre ellos mismos.
6. Como última alternativa, el ente organizador realizaría un sorteo para el desempate.

El último equipo clasificado sería reemplazado por el campeón de la segunda categoría para la siguiente campaña.

### Fase pentagonal
Al término de las 36 jornadas de la fase anterior, los cinco mejores equipos ubicados según su grupo disputan una pentagonal, y el equipo que obtuvo el primer lugar de la clasificación general se asegura un puesto en la gran final de manera automática. Si este repite su condición de líder, se corona campeón, de lo contrario si otro club consigue el primer lugar de esta segunda fase, se extiende el campeonato a una serie final. En total se desarrollaron 10 fechas de visita recíproca.

### Gran final
Se disputó entre el líder de la etapa de clasificación y el líder de la pentagonal a dos partidos para definir un campeón.
El campeón y subcampeón obtuvieron un lugar en la Copa de Campeones de la Concacaf 1983 para disputar la primera ronda de la zona centroamericana.

## Información de los equipos
Tomaron parte en el torneo diez clubes, teniendo como ascendido el equipo de Sagrada Familia.
| Equipo          | Entrenador         | Ciudad     | Estadio          |
| --------------- | ------------------ | ---------- | ---------------- |
| Alajuelense     | Milan Kollár       | Alajuela   | Morera Soto      |
| Cartaginés      | Hernán Morales     | Cartago    | "Fello" Meza     |
| Herediano       | Odir Jacques       | Heredia    | Rosabal Cordero  |
| Limonense       | Martín Solano      | Limón      | Juan Gobán       |
| Puntarenas      | Toribio Rojas      | Puntarenas | "Lito" Pérez     |
| Ramonense       | Luis Bonilla       | San Ramón  | Guillermo Vargas |
| Sagrada Familia | Leroy Lewis        | San José   | Nacional         |
| San Carlos      | Antonio Moyano     | Quesada    | Carlos Ugalde    |
| San José        | Didier Castro      | San José   | Nacional         |
| Saprissa        | Giovanni Rodríguez | Tibás      | Ricardo Saprissa |

### Relevo de plazas
| Descendido a Liga Mayor |
| ----------------------- |
| A. D. San Miguel        |

| Ascendido de Liga Mayor |
| ----------------------- |
| A. D. Sagrada Familia   |

## Fase de clasificación

### Tabla de posiciones
| Pos. | Equipo                | Pts. | PJ | G  | E  | P  | GF | GC | Dif. | Notas                     |
| ---- | --------------------- | ---- | -- | -- | -- | -- | -- | -- | ---- | ------------------------- |
| 1    | Deportivo Saprissa    | 50   | 36 | 21 | 8  | 7  | 68 | 35 | +33  | Clasifica a la gran final |
| 2    | L. D. Alajuelense     | 48   | 36 | 18 | 12 | 6  | 64 | 26 | +38  | Clasifica a la pentagonal |
| 3    | C. S. Herediano       | 40   | 36 | 14 | 12 | 10 | 55 | 47 | +8   | Clasifica a la pentagonal |
| 4    | A. D. Limonense       | 40   | 36 | 17 | 6  | 13 | 48 | 40 | +8   | Clasifica a la pentagonal |
| 5    | Municipal Puntarenas  | 39   | 36 | 12 | 15 | 9  | 41 | 41 | 0    | Clasifica a la pentagonal |
| 6    | Municipal San José    | 33   | 36 | 12 | 9  | 15 | 34 | 44 | −10  |                           |
| 7    | A. D. Sagrada Familia | 32   | 36 | 10 | 12 | 14 | 49 | 57 | −8   |                           |
| 8    | A. D. San Carlos      | 29   | 36 | 9  | 11 | 16 | 33 | 50 | −17  |                           |
| 9    | A. D. Ramonense       | 26   | 36 | 6  | 14 | 16 | 31 | 58 | −27  |                           |
| 10   | C. S. Cartaginés      | 23   | 36 | 7  | 9  | 20 | 31 | 56 | −25  | Descenso de categoría     |

 Fuente: La República
Criterios de clasificación: Puntos · Diferencia de goles · Goles a favor

## Resultados
| Jornada 1          | Jornada 1 | Jornada 1       | Jornada 1        | Jornada 1     | Jornada 1 |
| Local              | Resultado | Visitante       | Estadio          | Fecha         |           |
| ------------------ | --------- | --------------- | ---------------- | ------------- | --------- |
| Herediano          | 1 - 2     | Limonense       | Rosabal Cordero  | 21 de febrero |           |
| Alajuelense        | 2 - 1     | Saprissa        | Morera Soto      | 28 de febrero |           |
| Cartaginés         | 0 - 1     | Puntarenas      | Fello Meza       | 28 de febrero |           |
| San Carlos         | 1 - 1     | Sagrada Familia | Carlos Ugalde    | 28 de febrero |           |
| Ramonense          | 1 - 1     | San José        | Ricardo Saprissa | 31 de marzo   |           |
| Total de goles: 11 |           |                 |                  |               |           |

| Jornada 2          | Jornada 2 | Jornada 2   | Jornada 2        | Jornada 2   | Jornada 2 |
| Local              | Resultado | Visitante   | Estadio          | Fecha       |           |
| ------------------ | --------- | ----------- | ---------------- | ----------- | --------- |
| Saprissa           | 2 - 2     | Herediano   | Ricardo Saprissa | 7 de marzo  |           |
| Sagrada Familia    | 1 - 2     | Cartaginés  | Colleya Fonseca  | 7 de marzo  |           |
| Limonense          | 3 - 0     | San Carlos  | Juan Gobán       | 7 de marzo  |           |
| Puntarenas         | 1 - 0     | Ramonense   | Lito Pérez       | 7 de marzo  |           |
| San José           | 2 - 2     | Alajuelense | Rosabal Cordero  | 14 de abril |           |
| Total de goles: 15 |           |             |                  |             |           |

| Jornada 3         | Jornada 3 | Jornada 3       | Jornada 3        | Jornada 3   | Jornada 3 |
| Local             | Resultado | Visitante       | Estadio          | Fecha       |           |
| ----------------- | --------- | --------------- | ---------------- | ----------- | --------- |
| Alajuelense       | 0 - 0     | Herediano       | Morera Soto      | 14 de marzo |           |
| San Carlos        | 0 - 0     | Saprissa        | Carlos Ugalde    | 14 de marzo |           |
| Ramonense         | 1 - 1     | Sagrada Familia | Ricardo Saprissa | 14 de marzo |           |
| Cartaginés        | 0 - 3     | Limonense       | Fello Meza       | 14 de marzo |           |
| San José          | 1 - 0     | Puntarenas      | Rosabal Cordero  | 21 de abril |           |
| Total de goles: 6 |           |                 |                  |             |           |

| Jornada 4          | Jornada 4 | Jornada 4   | Jornada 4        | Jornada 4   | Jornada 4 |
| Local              | Resultado | Visitante   | Estadio          | Fecha       |           |
| ------------------ | --------- | ----------- | ---------------- | ----------- | --------- |
| Puntarenas         | 2 - 1     | Alajuelense | Lito Pérez       | 21 de marzo |           |
| Limonense          | 4 - 2     | Ramonense   | Juan Gobán       | 21 de marzo |           |
| Herediano          | 2 - 1     | San Carlos  | Rosabal Cordero  | 21 de marzo |           |
| Saprissa           | 3 - 0     | Cartaginés  | Ricardo Saprissa | 21 de marzo |           |
| Sagrada Familia    | 1 - 2     | San José    | Ricardo Saprissa | 28 de abril |           |
| Total de goles: 18 |           |             |                  |             |           |

| Jornada 5          | Jornada 5 | Jornada 5       | Jornada 5        | Jornada 5   | Jornada 5 |
| Local              | Resultado | Visitante       | Estadio          | Fecha       |           |
| ------------------ | --------- | --------------- | ---------------- | ----------- | --------- |
| San José           | 0 - 1     | Limonense       | Rosabal Cordero  | 28 de marzo |           |
| Puntarenas         | 2 - 4     | Sagrada Familia | Lito Pérez       | 28 de marzo |           |
| Cartaginés         | 4 - 1     | Herediano       | Fello Meza       | 28 de marzo |           |
| Alajuelense        | 3 - 0     | San Carlos      | Morera Soto      | 28 de marzo |           |
| Ramonense          | 1 - 1     | Saprissa        | Ricardo Saprissa | 28 de marzo |           |
| Total de goles: 17 |           |                 |                  |             |           |

| Jornada 6         | Jornada 6 | Jornada 6   | Jornada 6        | Jornada 6  | Jornada 6 |
| Local             | Resultado | Visitante   | Estadio          | Fecha      |           |
| ----------------- | --------- | ----------- | ---------------- | ---------- | --------- |
| Limonense         | 0 - 0     | Puntarenas  | Juan Gobán       | 4 de abril |           |
| Sagrada Familia   | 0 - 0     | Alajuelense | Colleya Fonseca  | 4 de abril |           |
| Herediano         | 1 - 1     | Ramonense   | Rosabal Cordero  | 4 de abril |           |
| Saprissa          | 1 - 0     | San José    | Ricardo Saprissa | 4 de abril |           |
| San Carlos        | 0 - 1     | Cartaginés  | Carlos Ugalde    | 4 de abril |           |
| Total de goles: 4 |           |             |                  |            |           |

| Jornada 7          | Jornada 7 | Jornada 7  | Jornada 7        | Jornada 7   | Jornada 7 |
| Local              | Resultado | Visitante  | Estadio          | Fecha       |           |
| ------------------ | --------- | ---------- | ---------------- | ----------- | --------- |
| Sagrada Familia    | 0 - 1     | Limonense  | Colleya Fonseca  | 11 de abril |           |
| Puntarenas         | 1 - 2     | Saprissa   | Lito Pérez       | 11 de abril |           |
| San José           | 2 - 2     | Herediano  | Rosabal Cordero  | 11 de abril |           |
| Ramonense          | 3 - 1     | San Carlos | Ricardo Saprissa | 11 de abril |           |
| Alajuelense        | 4 - 2     | Cartaginés | Morera Soto      | 11 de abril |           |
| Total de goles: 18 |           |            |                  |             |           |

| Jornada 8          | Jornada 8 | Jornada 8       | Jornada 8        | Jornada 8   | Jornada 8 |
| Local              | Resultado | Visitante       | Estadio          | Fecha       |           |
| ------------------ | --------- | --------------- | ---------------- | ----------- | --------- |
| Alajuelense        | 2 - 0     | Limonense       | Morera Soto      | 18 de abril |           |
| Saprissa           | 5 - 3     | Sagrada Familia | Ricardo Saprissa | 18 de abril |           |
| Herediano          | 0 - 0     | Puntarenas      | Rosabal Cordero  | 18 de abril |           |
| Cartaginés         | 0 - 0     | Ramonense       | Fello Meza       | 18 de abril |           |
| San Carlos         | 3 - 1     | San José        | Carlos Ugalde    | 18 de abril |           |
| Total de goles: 14 |           |                 |                  |             |           |

| Jornada 9         | Jornada 9 | Jornada 9   | Jornada 9        | Jornada 9   | Jornada 9 |
| Local             | Resultado | Visitante   | Estadio          | Fecha       |           |
| ----------------- | --------- | ----------- | ---------------- | ----------- | --------- |
| Sagrada Familia   | 1 - 1     | Herediano   | Ricardo Saprissa | 24 de abril |           |
| Limonense         | 0 - 1     | Saprissa    | Juan Gobán       | 25 de abril |           |
| Ramonense         | 0 - 3     | Alajuelense | Ricardo Saprissa | 25 de abril |           |
| Puntarenas        | 1 - 1     | San Carlos  | Lito Pérez       | 25 de abril |           |
| San José          | 0 - 0     | Cartaginés  | Rosabal Cordero  | 25 de abril |           |
| Total de goles: 8 |           |             |                  |             |           |

| Jornada 10         | Jornada 10 | Jornada 10  | Jornada 10       | Jornada 10 | Jornada 10 |
| Local              | Resultado  | Visitante   | Estadio          | Fecha      |            |
| ------------------ | ---------- | ----------- | ---------------- | ---------- | ---------- |
| Limonense          | 3 - 0      | Herediano   | Morera Soto      | 1 de mayo  |            |
| San José           | 1 - 0      | Ramonense   | Rosabal Cordero  | 1 de mayo  |            |
| Saprissa           | 1 - 0      | Alajuelense | Ricardo Saprissa | 2 de mayo  |            |
| Sagrada Familia    | 2 - 3      | San Carlos  | Teodoro Picado   | 2 de mayo  |            |
| Puntarenas         | 2 - 2      | Cartaginés  | Lito Pérez       | 2 de mayo  |            |
| Total de goles: 14 |            |             |                  |            |            |

| Jornada 11         | Jornada 11 | Jornada 11      | Jornada 11       | Jornada 11 | Jornada 11 |
| Local              | Resultado  | Visitante       | Estadio          | Fecha      |            |
| ------------------ | ---------- | --------------- | ---------------- | ---------- | ---------- |
| Herediano          | 3 - 1      | Saprissa        | Rosabal Cordero  | 9 de mayo  |            |
| Alajuelense        | 0 - 0      | San José        | Morera Soto      | 9 de mayo  |            |
| San Carlos         | 1 - 3      | Limonense       | Carlos Ugalde    | 9 de mayo  |            |
| Ramonense          | 0 - 0      | Puntarenas      | Ricardo Saprissa | 9 de mayo  |            |
| Cartaginés         | 2 - 2      | Sagrada Familia | Fello Meza       | 9 de mayo  |            |
| Total de goles: 12 |            |                 |                  |            |            |

| Jornada 12        | Jornada 12 | Jornada 12  | Jornada 12       | Jornada 12 | Jornada 12 |
| Local             | Resultado  | Visitante   | Estadio          | Fecha      |            |
| ----------------- | ---------- | ----------- | ---------------- | ---------- | ---------- |
| Limonense         | 0 - 1      | Cartaginés  | Morera Soto      | 15 de mayo |            |
| Herediano         | 1 - 2      | Alajuelense | Rosabal Cordero  | 16 de mayo |            |
| Saprissa          | 1 - 1      | San Carlos  | Ricardo Saprissa | 16 de mayo |            |
| Puntarenas        | 0 - 0      | San José    | Lito Pérez       | 16 de mayo |            |
| Sagrada Familia   | 1 - 2      | Ramonense   | Colleya Fonseca  | 16 de mayo |            |
| Total de goles: 9 |            |             |                  |            |            |

| Jornada 13         | Jornada 13 | Jornada 13      | Jornada 13       | Jornada 13 | Jornada 13 |
| Local              | Resultado  | Visitante       | Estadio          | Fecha      |            |
| ------------------ | ---------- | --------------- | ---------------- | ---------- | ---------- |
| Ramonense          | 2 - 2      | Limonense       | Ricardo Saprissa | 23 de mayo |            |
| Cartaginés         | 1 - 1      | Saprissa        | Fello Meza       | 23 de mayo |            |
| Alajuelense        | 3 - 0      | Puntarenas      | Morera Soto      | 23 de mayo |            |
| San Carlos         | 1 - 1      | Herediano       | Carlos Ugalde    | 23 de mayo |            |
| San José           | 1 - 0      | Sagrada Familia | Rosabal Cordero  | 23 de mayo |            |
| Total de goles: 12 |            |                 |                  |            |            |

| Jornada 14         | Jornada 14 | Jornada 14  | Jornada 14       | Jornada 14 | Jornada 14 |
| Local              | Resultado  | Visitante   | Estadio          | Fecha      |            |
| ------------------ | ---------- | ----------- | ---------------- | ---------- | ---------- |
| Sagrada Familia    | 2 - 1      | Puntarenas  | Colleya Fonseca  | 29 de mayo |            |
| Limonense          | 0 - 2      | San José    | Nacional         | 30 de mayo |            |
| Herediano          | 2 - 0      | Cartaginés  | Rosabal Cordero  | 30 de mayo |            |
| Saprissa           | 8 - 2      | Ramonense   | Ricardo Saprissa | 30 de mayo |            |
| San Carlos         | 0 - 1      | Alajuelense | Carlos Ugalde    | 30 de mayo |            |
| Total de goles: 18 |            |             |                  |            |            |

| Jornada 15         | Jornada 15 | Jornada 15      | Jornada 15       | Jornada 15 | Jornada 15 |
| Local              | Resultado  | Visitante       | Estadio          | Fecha      |            |
| ------------------ | ---------- | --------------- | ---------------- | ---------- | ---------- |
| San José           | 1 - 2      | Saprissa        | Nacional         | 6 de junio |            |
| Alajuelense        | 0 - 0      | Sagrada Familia | Morera Soto      | 6 de junio |            |
| Puntarenas         | 2 - 1      | Limonense       | Lito Pérez       | 6 de junio |            |
| Ramonense          | 2 - 3      | Herediano       | Ricardo Saprissa | 6 de junio |            |
| Cartaginés         | 0 - 1      | San Carlos      | Fello Meza       | 6 de junio |            |
| Total de goles: 12 |            |                 |                  |            |            |

| Jornada 16         | Jornada 16 | Jornada 16      | Jornada 16       | Jornada 16  | Jornada 16 |
| Local              | Resultado  | Visitante       | Estadio          | Fecha       |            |
| ------------------ | ---------- | --------------- | ---------------- | ----------- | ---------- |
| Cartaginés         | 0 - 1      | Alajuelense     | Fello Meza       | 12 de junio |            |
| Saprissa           | 2 - 0      | Puntarenas      | Ricardo Saprissa | 12 de junio |            |
| San Carlos         | 1 - 0      | Ramonense       | Carlos Ugalde    | 13 de junio |            |
| Herediano          | 2 - 1      | San José        | Rosabal Cordero  | 13 de junio |            |
| Limonense          | 1 - 2      | Sagrada Familia | Nacional         | 13 de junio |            |
| Total de goles: 10 |            |                 |                  |             |            |

| Jornada 17        | Jornada 17 | Jornada 17  | Jornada 17       | Jornada 17  | Jornada 17 |
| Local             | Resultado  | Visitante   | Estadio          | Fecha       |            |
| ----------------- | ---------- | ----------- | ---------------- | ----------- | ---------- |
| Sagrada Familia   | 0 - 0      | Saprissa    | Nacional         | 17 de junio |            |
| Ramonense         | 0 - 2      | Cartaginés  | Ricardo Saprissa | 17 de junio |            |
| Puntarenas        | 1 - 0      | Herediano   | Lito Pérez       | 19 de junio |            |
| San José          | 0 - 3      | San Carlos  | Rosabal Cordero  | 22 de junio |            |
| Limonense         | 0 - 0      | Alajuelense | Nacional         | 23 de junio |            |
| Total de goles: 6 |            |             |                  |             |            |

| Jornada 18         | Jornada 18 | Jornada 18      | Jornada 18       | Jornada 18  | Jornada 18 |
| Local              | Resultado  | Visitante       | Estadio          | Fecha       |            |
| ------------------ | ---------- | --------------- | ---------------- | ----------- | ---------- |
| Herediano          | 5 - 3      | Sagrada Familia | Rosabal Cordero  | 27 de junio |            |
| Alajuelense        | 4 - 0      | Ramonense       | Morera Soto      | 27 de junio |            |
| Saprissa           | 0 - 1      | Limonense       | Ricardo Saprissa | 27 de junio |            |
| San Carlos         | 0 - 0      | Puntarenas      | Carlos Ugalde    | 27 de junio |            |
| Cartaginés         | 2 - 2      | San José        | Fello Meza       | 27 de junio |            |
| Total de goles: 17 |            |                 |                  |             |            |

| Jornada 19         | Jornada 19 | Jornada 19      | Jornada 19       | Jornada 19 | Jornada 19 |
| Local              | Resultado  | Visitante       | Estadio          | Fecha      |            |
| ------------------ | ---------- | --------------- | ---------------- | ---------- | ---------- |
| Alajuelense        | 0 - 0      | Saprissa        | Morera Soto      | 3 de julio |            |
| Herediano          | 2 - 2      | Limonense       | Rosabal Cordero  | 3 de julio |            |
| Cartaginés         | 0 - 2      | Puntarenas      | Fello Meza       | 3 de julio |            |
| San Carlos         | 1 - 2      | Sagrada Familia | Carlos Ugalde    | 3 de julio |            |
| Ramonense          | 2 - 0      | San José        | Guillermo Vargas | 3 de julio |            |
| Total de goles: 11 |            |                 |                  |            |            |

| Jornada 20        | Jornada 20 | Jornada 20  | Jornada 20       | Jornada 20  | Jornada 20 |
| Local             | Resultado  | Visitante   | Estadio          | Fecha       |            |
| ----------------- | ---------- | ----------- | ---------------- | ----------- | ---------- |
| Sagrada Familia   | 2 - 1      | Cartaginés  | Nacional         | 9 de julio  |            |
| Saprissa          | 2 - 1      | Herediano   | Ricardo Saprissa | 10 de julio |            |
| Limonense         | 1 - 0      | San Carlos  | Juan Gobán       | 10 de julio |            |
| Puntarenas        | 2 - 0      | Ramonense   | Lito Pérez       | 10 de julio |            |
| San José          | 0 - 0      | Alajuelense | Rosabal Cordero  | 10 de julio |            |
| Total de goles: 9 |            |             |                  |             |            |

| Jornada 21         | Jornada 21 | Jornada 21      | Jornada 21       | Jornada 21  | Jornada 21 |
| Local              | Resultado  | Visitante       | Estadio          | Fecha       |            |
| ------------------ | ---------- | --------------- | ---------------- | ----------- | ---------- |
| Alajuelense        | 3 - 1      | Herediano       | Morera Soto      | 18 de julio |            |
| San Carlos         | 0 - 2      | Saprissa        | Carlos Ugalde    | 18 de julio |            |
| Cartaginés         | 1 - 2      | Limonense       | Fello Meza       | 18 de julio |            |
| San José           | 0 - 1      | Puntarenas      | Nacional         | 18 de julio |            |
| Ramonense          | 0 - 1      | Sagrada Familia | Guillermo Vargas | 18 de julio |            |
| Total de goles: 11 |            |                 |                  |             |            |

| Jornada 22         | Jornada 22 | Jornada 22  | Jornada 22       | Jornada 22  | Jornada 22 |
| Local              | Resultado  | Visitante   | Estadio          | Fecha       |            |
| ------------------ | ---------- | ----------- | ---------------- | ----------- | ---------- |
| Puntarenas         | 0 - 0      | Alajuelense | Lito Pérez       | 25 de julio |            |
| Sagrada Familia    | 1 - 2      | San José    | Nacional         | 25 de julio |            |
| Herediano          | 3 - 0      | San Carlos  | Rosabal Cordero  | 25 de julio |            |
| Saprissa           | 2 - 1      | Cartaginés  | Ricardo Saprissa | 25 de julio |            |
| Limonense          | 1 - 1      | Ramonense   | Nacional         | 28 de julio |            |
| Total de goles: 11 |            |             |                  |             |            |

| Jornada 23         | Jornada 23 | Jornada 23      | Jornada 23       | Jornada 23  | Jornada 23 |
| Local              | Resultado  | Visitante       | Estadio          | Fecha       |            |
| ------------------ | ---------- | --------------- | ---------------- | ----------- | ---------- |
| Alajuelense        | 3 - 0      | San Carlos      | Morera Soto      | 1 de agosto |            |
| Ramonense          | 1 - 1      | Saprissa        | Guillermo Vargas | 1 de agosto |            |
| Cartaginés         | 0 - 2      | Herediano       | Fello Meza       | 1 de agosto |            |
| Puntarenas         | 1 - 1      | Sagrada Familia | Lito Pérez       | 1 de agosto |            |
| San José           | 2 - 1      | Limonense       | Nacional         | 1 de agosto |            |
| Total de goles: 12 |            |                 |                  |             |            |

| Jornada 24         | Jornada 24 | Jornada 24  | Jornada 24       | Jornada 24  | Jornada 24 |
| Local              | Resultado  | Visitante   | Estadio          | Fecha       |            |
| ------------------ | ---------- | ----------- | ---------------- | ----------- | ---------- |
| Sagrada Familia    | 1 - 3      | Alajuelense | Nacional         | 8 de agosto |            |
| Saprissa           | 1 - 3      | San José    | Ricardo Saprissa | 8 de agosto |            |
| Limonense          | 2 - 1      | Puntarenas  | Juan Gobán       | 8 de agosto |            |
| San Carlos         | 1 - 1      | Cartaginés  | Carlos Ugalde    | 8 de agosto |            |
| Herediano          | 1 - 0      | Ramonense   | Rosabal Cordero  | 8 de agosto |            |
| Total de goles: 14 |            |             |                  |             |            |

| Jornada 25         | Jornada 25 | Jornada 25 | Jornada 25       | Jornada 25   | Jornada 25 |
| Local              | Resultado  | Visitante  | Estadio          | Fecha        |            |
| ------------------ | ---------- | ---------- | ---------------- | ------------ | ---------- |
| San José           | 1 - 4      | Herediano  | Nacional         | 11 de agosto |            |
| Alajuelense        | 2 - 0      | Cartaginés | Morera Soto      | 15 de agosto |            |
| Puntarenas         | 2 - 1      | Saprissa   | Lito Pérez       | 15 de agosto |            |
| Sagrada Familia    | 2 - 0      | Limonense  | Nacional         | 15 de agosto |            |
| Ramonense          | 2 - 1      | San Carlos | Guillermo Vargas | 15 de agosto |            |
| Total de goles: 15 |            |            |                  |              |            |

| Jornada 26         | Jornada 26 | Jornada 26      | Jornada 26       | Jornada 26   | Jornada 26 |
| Local              | Resultado  | Visitante       | Estadio          | Fecha        |            |
| ------------------ | ---------- | --------------- | ---------------- | ------------ | ---------- |
| Alajuelense        | 0 - 2      | Limonense       | Morera Soto      | 22 de agosto |            |
| Herediano          | 3 - 0      | Puntarenas      | Rosabal Cordero  | 22 de agosto |            |
| Cartaginés         | 0 - 1      | Ramonense       | Fello Meza       | 22 de agosto |            |
| San Carlos         | 1 - 0      | San José        | Carlos Ugalde    | 22 de agosto |            |
| Saprissa           | 1 - 3      | Sagrada Familia | Ricardo Saprissa | 22 de agosto |            |
| Total de goles: 11 |            |                 |                  |              |            |

| Jornada 27        | Jornada 27 | Jornada 27  | Jornada 27       | Jornada 27   | Jornada 27 |
| Local             | Resultado  | Visitante   | Estadio          | Fecha        |            |
| ----------------- | ---------- | ----------- | ---------------- | ------------ | ---------- |
| Sagrada Familia   | 0 - 0      | Herediano   | Nacional         | 28 de agosto |            |
| Ramonense         | 1 - 1      | Alajuelense | Guillermo Vargas | 29 de agosto |            |
| Limonense         | 2 - 1      | Saprissa    | Juan Gobán       | 29 de agosto |            |
| San José          | 0 - 1      | Cartaginés  | Nacional         | 29 de agosto |            |
| Puntarenas        | 1 - 1      | San Carlos  | Lito Pérez       | 29 de agosto |            |
| Total de goles: 8 |            |             |                  |              |            |

| Jornada 28         | Jornada 28 | Jornada 28  | Jornada 28       | Jornada 28      | Jornada 28 |
| Local              | Resultado  | Visitante   | Estadio          | Fecha           |            |
| ------------------ | ---------- | ----------- | ---------------- | --------------- | ---------- |
| San José           | 2 - 0      | Ramonense   | Nacional         | 1 de septiembre |            |
| Saprissa           | 2 - 1      | Alajuelense | Ricardo Saprissa | 5 de septiembre |            |
| Sagrada Familia    | 2 - 2      | San Carlos  | Nacional         | 5 de septiembre |            |
| Puntarenas         | 5 - 2      | Cartaginés  | Lito Pérez       | 5 de septiembre |            |
| Limonense          | 1 - 2      | Herediano   | Nacional         | 8 de septiembre |            |
| Total de goles: 19 |            |             |                  |                 |            |

| Jornada 29         | Jornada 29 | Jornada 29      | Jornada 29       | Jornada 29       | Jornada 29 |
| Local              | Resultado  | Visitante       | Estadio          | Fecha            |            |
| ------------------ | ---------- | --------------- | ---------------- | ---------------- | ---------- |
| Herediano          | 1 - 2      | Saprissa        | Rosabal Cordero  | 12 de septiembre |            |
| San Carlos         | 1 - 0      | Limonense       | Carlos Ugalde    | 12 de septiembre |            |
| Alajuelense        | 5 - 0      | San José        | Morera Soto      | 12 de septiembre |            |
| Ramonense          | 0 - 0      | Puntarenas      | Guillermo Vargas | 12 de septiembre |            |
| Cartaginés         | 2 - 0      | Sagrada Familia | Fello Meza       | 12 de septiembre |            |
| Total de goles: 11 |            |                 |                  |                  |            |

| Jornada 30         | Jornada 30 | Jornada 30  | Jornada 30       | Jornada 30       | Jornada 30 |
| Local              | Resultado  | Visitante   | Estadio          | Fecha            |            |
| ------------------ | ---------- | ----------- | ---------------- | ---------------- | ---------- |
| Herediano          | 2 - 1      | Alajuelense | Rosabal Cordero  | 15 de septiembre |            |
| Saprissa           | 2 - 0      | San Carlos  | Ricardo Saprissa | 15 de septiembre |            |
| Limonense          | 2 - 0      | Cartaginés  | Juan Gobán       | 15 de septiembre |            |
| Sagrada Familia    | 1 - 1      | Ramonense   | Nacional         | 15 de septiembre |            |
| Puntarenas         | 3 - 1      | San José    | Lito Pérez       | 15 de septiembre |            |
| Total de goles: 13 |            |             |                  |                  |            |

| Jornada 31         | Jornada 31 | Jornada 31      | Jornada 31       | Jornada 31       | Jornada 31 |
| Local              | Resultado  | Visitante       | Estadio          | Fecha            |            |
| ------------------ | ---------- | --------------- | ---------------- | ---------------- | ---------- |
| Alajuelense        | 2 - 2      | Puntarenas      | Morera Soto      | 19 de septiembre |            |
| Cartaginés         | 0 - 3      | Saprissa        | Fello Meza       | 19 de septiembre |            |
| San Carlos         | 1 - 0      | Herediano       | Carlos Ugalde    | 19 de septiembre |            |
| Ramonense          | 1 - 2      | Limonense       | Guillermo Vargas | 19 de septiembre |            |
| San José           | 2 - 1      | Sagrada Familia | Nacional         | 19 de septiembre |            |
| Total de goles: 14 |            |                 |                  |                  |            |

| Jornada 32         | Jornada 32 | Jornada 32  | Jornada 32       | Jornada 32       | Jornada 32 |
| Local              | Resultado  | Visitante   | Estadio          | Fecha            |            |
| ------------------ | ---------- | ----------- | ---------------- | ---------------- | ---------- |
| San Carlos         | 1 - 0      | Alajuelense | Carlos Ugalde    | 26 de septiembre |            |
| Saprissa           | 5 - 2      | Ramonense   | Ricardo Saprissa | 26 de septiembre |            |
| Herediano          | 3 - 2      | Cartaginés  | Rosabal Cordero  | 26 de septiembre |            |
| Sagrada Familia    | 1 - 1      | Puntarenas  | Nacional         | 26 de septiembre |            |
| Limonense          | 1 - 0      | San José    | Juan Gobán       | 26 de septiembre |            |
| Total de goles: 16 |            |             |                  |                  |            |

| Jornada 33         | Jornada 33 | Jornada 33      | Jornada 33       | Jornada 33   | Jornada 33 |
| Local              | Resultado  | Visitante       | Estadio          | Fecha        |            |
| ------------------ | ---------- | --------------- | ---------------- | ------------ | ---------- |
| Alajuelense        | 4 - 1      | Sagrada Familia | Morera Soto      | 3 de octubre |            |
| San José           | 0 - 1      | Saprissa        | Nacional         | 3 de octubre |            |
| Puntarenas         | 2 - 1      | Limonense       | Lito Pérez       | 3 de octubre |            |
| Cartaginés         | 1 - 1      | San Carlos      | Fello Meza       | 3 de octubre |            |
| Ramonense          | 0 - 0      | Herediano       | Guillermo Vargas | 3 de octubre |            |
| Total de goles: 11 |            |                 |                  |              |            |

| Jornada 34         | Jornada 34 | Jornada 34      | Jornada 34       | Jornada 34    | Jornada 34 |
| Local              | Resultado  | Visitante       | Estadio          | Fecha         |            |
| ------------------ | ---------- | --------------- | ---------------- | ------------- | ---------- |
| Saprissa           | 3 - 0      | Puntarenas      | Ricardo Saprissa | 10 de octubre |            |
| Cartaginés         | 0 - 3      | Alajuelense     | Fello Meza       | 10 de octubre |            |
| Herediano          | 1 - 1      | San José        | Rosabal Cordero  | 10 de octubre |            |
| San Carlos         | 1 - 2      | Ramonense       | Carlos Ugalde    | 10 de octubre |            |
| Limonense          | 0 - 2      | Sagrada Familia | Juan Gobán       | 10 de octubre |            |
| Total de goles: 13 |            |                 |                  |               |            |

| Jornada 35         | Jornada 35 | Jornada 35  | Jornada 35       | Jornada 35    | Jornada 35 |
| Local              | Resultado  | Visitante   | Estadio          | Fecha         |            |
| ------------------ | ---------- | ----------- | ---------------- | ------------- | ---------- |
| Sagrada Familia    | 1 - 5      | Saprissa    | Nacional         | 17 de octubre |            |
| San José           | 2 - 0      | San Carlos  | Nacional         | 17 de octubre |            |
| Ramonense          | 0 - 0      | Cartaginés  | Guillermo Vargas | 17 de octubre |            |
| Puntarenas         | 1 - 1      | Herediano   | Lito Pérez       | 17 de octubre |            |
| Limonense          | 3 - 3      | Alajuelense | Nacional         | 20 de octubre |            |
| Total de goles: 16 |            |             |                  |               |            |

| Jornada 36         | Jornada 36 | Jornada 36      | Jornada 36       | Jornada 36    | Jornada 36 |
| Local              | Resultado  | Visitante       | Estadio          | Fecha         |            |
| ------------------ | ---------- | --------------- | ---------------- | ------------- | ---------- |
| Herediano          | 1 - 3      | Sagrada Familia | Rosabal Cordero  | 23 de octubre |            |
| Saprissa           | 3 - 0      | Limonense       | Ricardo Saprissa | 24 de octubre |            |
| Alajuelense        | 5 - 1      | Ramonense       | Morera Soto      | 24 de octubre |            |
| San Carlos         | 3 - 3      | Puntarenas      | Carlos Ugalde    | 24 de octubre |            |
| Cartaginés         | 0 - 1      | San José        | Fello Meza       | 24 de octubre |            |
| Total de goles: 20 |            |                 |                  |               |            |

## Segunda fase

### Clasificación de la pentagonal
| Pos. | Equipo               | Pts. | PJ | G | E | P | GF | GC | Dif. | Notas                     |
| ---- | -------------------- | ---- | -- | - | - | - | -- | -- | ---- | ------------------------- |
| 1    | Municipal Puntarenas | 10   | 8  | 2 | 6 | 0 | 9  | 6  | +3   | Clasifica a la gran final |
| 2    | L. D. Alajuelense    | 9    | 8  | 3 | 3 | 2 | 6  | 5  | +1   |                           |
| 3    | C. S. Herediano      | 8    | 8  | 3 | 2 | 3 | 9  | 5  | +4   |                           |
| 4    | Deportivo Saprissa   | 8    | 8  | 3 | 2 | 3 | 9  | 7  | +2   |                           |
| 5    | A. D. Limonense      | 5    | 8  | 1 | 3 | 4 | 5  | 15 | −10  |                           |

 Fuente: RSSSF
Criterios de clasificación: Puntos · Diferencia de goles · Goles a favor

### Resultados
| Primera vuelta     | Primera vuelta | Primera vuelta | Primera vuelta   | Primera vuelta  | Primera vuelta |
| Local              | Resultado      | Visitante      | Estadio          | Fecha           |                |
| ------------------ | -------------- | -------------- | ---------------- | --------------- | -------------- |
| Saprissa           | 1 - 2          | Alajuelense    | Ricardo Saprissa | 31 de octubre   |                |
| Limonense          | 0 - 3          | Herediano      | Nacional         | 3 de noviembre  |                |
| Herediano          | 0 - 1          | Saprissa       | Nacional         | 7 de noviembre  |                |
| Alajuelense        | 1 - 1          | Puntarenas     | Morera Soto      | 7 de noviembre  |                |
| Puntarenas         | 2 - 2          | Limonense      | Lito Pérez       | 10 de noviembre |                |
| Saprissa           | 4 - 0          | Limonense      | Ricardo Saprissa | 14 de noviembre |                |
| Alajuelense        | 2 - 1          | Herediano      | Morera Soto      | 14 de noviembre |                |
| Herediano          | 1 - 1          | Puntarenas     | Nacional         | 17 de noviembre |                |
| Limonense          | 1 - 0          | Alajuelense    | Nacional         | 21 de noviembre |                |
| Puntarenas         | 2 - 0          | Saprissa       | Lito Pérez       | 21 de noviembre |                |
| Total de goles: 25 |                |                |                  |                 |                |

| Segunda vuelta     | Segunda vuelta | Segunda vuelta | Segunda vuelta   | Segunda vuelta  | Segunda vuelta |
| Local              | Resultado      | Visitante      | Estadio          | Fecha           |                |
| ------------------ | -------------- | -------------- | ---------------- | --------------- | -------------- |
| Alajuelense        | 0 - 1          | Saprissa       | Nacional         | 24 de noviembre |                |
| Puntarenas         | 0 - 0          | Alajuelense    | Lito Pérez       | 28 de noviembre |                |
| Herediano          | 3 - 0          | Limonense      | Nacional         | 28 de noviembre |                |
| Saprissa           | 0 - 1          | Herediano      | Ricardo Saprissa | 1 de diciembre  |                |
| Herediano          | 0 - 0          | Alajuelense    | Nacional         | 4 de diciembre  |                |
| Limonense          | 1 - 1          | Puntarenas     | Nacional         | 5 de diciembre  |                |
| Limonense          | 1 - 1          | Saprissa       | Nacional         | 8 de diciembre  |                |
| Puntarenas         | 1 - 0          | Herediano      | Lito Pérez       | 12 de diciembre |                |
| Alajuelense        | 1 - 0          | Limonense      | Morera Soto      | 12 de diciembre |                |
| Saprissa           | 1 - 1          | Puntarenas     | Nacional         | 15 de diciembre |                |
| Total de goles: 13 |                |                |                  |                 |                |

## Gran final

### Saprissa vs. Puntarenas
| Ida; 19 de diciembre de 1982, 12:00 | Municipal Puntarenas | 0:0     | Deportivo Saprissa | Estadio "Lito" Pérez, Puntarenas                                 |                                                                  |
|                                     |                      | Reporte |                    | Asistencia: 3 161 espectadores Árbitro(s): Carlos Manuel Álvarez | Asistencia: 3 161 espectadores Árbitro(s): Carlos Manuel Álvarez |

| Vuelta; 22 de diciembre de 1982, 20:00 | Deportivo Saprissa        | 1:0 (0:0) (Global 1:0) | Municipal Puntarenas | Estadio Ricardo Saprissa, Tibás, San José                     |                                                               |
|                                        | - Alexandre Guimarães 46' | Reporte                |                      | Asistencia: 12 260 espectadores Árbitro(s): Carlos Luis Monge | Asistencia: 12 260 espectadores Árbitro(s): Carlos Luis Monge |

#### Final - ida
| -     | POR   | Carlos Bismarck Duarte |                       |
|       | DEF   | Carlos Toppings        |                       |
|       | DEF   | Ricardo García         |                       |
|       | DEF   | Franco Benavides       |                       |
|       | DEF   | Gonzalo Recio          |                       |
|       | MED   | Luis Galagarza         | Salió a los ' minutos |
|       | MED   | Carlos Velásquez       |                       |
|       | MED   | Francisco Arias        |                       |
|       | MED   | Franklin Vargas        | Salió a los ' minutos |
|       | DEL   | Yanán Villegas         |                       |
|       | DEL   | Jorge Ulate            | Salió a los ' minutos |
| D. T. | D. T. | Toribio Rojas          |                       |

| -     | POR   | Marco Antonio Rojas |                       |
|       | DEF   | Ricardo Salazar     |                       |
|       | DEF   | Alfonso Brenes      |                       |
|       | DEF   | Herberth Montero    |                       |
|       | DEF   | Manuel Quesada      |                       |
|       | MED   | Alexandre Guimarães |                       |
|       | MED   | Enrique Rivers      | Salió a los ' minutos |
|       | MED   | Rolando Villalobos  |                       |
|       | MED   | Herberth Ovares     | Salió a los ' minutos |
|       | DEL   | Evaristo Coronado   | Salió a los ' minutos |
|       | DEL   | William Calderón    |                       |
| D. T. | D. T. | Giovanni Rodríguez  |                       |

| - | MED | Danilo Anderson | Entró a los ' minutos |
|   | MED | Rodrigo Kenton  | Entró a los ' minutos |
|   | DEL | Garita          | Entró a los ' minutos |

| - | DEL | Luis Fernández      | Entró a los ' minutos |
|   | DEL | Francisco Hernández | Entró a los ' minutos |
|   | DEL | Guillermo Guardia   | Entró a los ' minutos |

| Principal  | Carlos Manuel Álvarez |
| Asistentes | Carlos Luis Alfaro    |
|            | José Luis Venegas     |
| Cuarto     | Eduardo Barrantes     |

| -     | POR   | Carlos Bismarck Duarte |                       |
|       | DEF   | Carlos Toppings        |                       |
|       | DEF   | Ricardo García         |                       |
|       | DEF   | Franco Benavides       |                       |
|       | DEF   | Gonzalo Recio          |                       |
|       | MED   | Luis Galagarza         | Salió a los ' minutos |
|       | MED   | Carlos Velásquez       |                       |
|       | MED   | Francisco Arias        |                       |
|       | MED   | Franklin Vargas        | Salió a los ' minutos |
|       | DEL   | Yanán Villegas         |                       |
|       | DEL   | Jorge Ulate            | Salió a los ' minutos |
| D. T. | D. T. | Toribio Rojas          |                       |

| -     | POR   | Marco Antonio Rojas |                       |
|       | DEF   | Ricardo Salazar     |                       |
|       | DEF   | Alfonso Brenes      |                       |
|       | DEF   | Herberth Montero    |                       |
|       | DEF   | Manuel Quesada      |                       |
|       | MED   | Alexandre Guimarães |                       |
|       | MED   | Enrique Rivers      | Salió a los ' minutos |
|       | MED   | Rolando Villalobos  |                       |
|       | MED   | Herberth Ovares     | Salió a los ' minutos |
|       | DEL   | Evaristo Coronado   | Salió a los ' minutos |
|       | DEL   | William Calderón    |                       |
| D. T. | D. T. | Giovanni Rodríguez  |                       |

| - | MED | Danilo Anderson | Entró a los ' minutos |
|   | MED | Rodrigo Kenton  | Entró a los ' minutos |
|   | DEL | Garita          | Entró a los ' minutos |

| - | DEL | Luis Fernández      | Entró a los ' minutos |
|   | DEL | Francisco Hernández | Entró a los ' minutos |
|   | DEL | Guillermo Guardia   | Entró a los ' minutos |

| Principal  | Carlos Manuel Álvarez |
| Asistentes | Carlos Luis Alfaro    |
|            | José Luis Venegas     |
| Cuarto     | Eduardo Barrantes     |

| -     | POR   | Carlos Bismarck Duarte |                       |
|       | DEF   | Carlos Toppings        |                       |
|       | DEF   | Ricardo García         |                       |
|       | DEF   | Franco Benavides       |                       |
|       | DEF   | Gonzalo Recio          |                       |
|       | MED   | Luis Galagarza         | Salió a los ' minutos |
|       | MED   | Carlos Velásquez       |                       |
|       | MED   | Francisco Arias        |                       |
|       | MED   | Franklin Vargas        | Salió a los ' minutos |
|       | DEL   | Yanán Villegas         |                       |
|       | DEL   | Jorge Ulate            | Salió a los ' minutos |
| D. T. | D. T. | Toribio Rojas          |                       |

| -     | POR   | Marco Antonio Rojas |                       |
|       | DEF   | Ricardo Salazar     |                       |
|       | DEF   | Alfonso Brenes      |                       |
|       | DEF   | Herberth Montero    |                       |
|       | DEF   | Manuel Quesada      |                       |
|       | MED   | Alexandre Guimarães |                       |
|       | MED   | Enrique Rivers      | Salió a los ' minutos |
|       | MED   | Rolando Villalobos  |                       |
|       | MED   | Herberth Ovares     | Salió a los ' minutos |
|       | DEL   | Evaristo Coronado   | Salió a los ' minutos |
|       | DEL   | William Calderón    |                       |
| D. T. | D. T. | Giovanni Rodríguez  |                       |

| - | MED | Danilo Anderson | Entró a los ' minutos |
|   | MED | Rodrigo Kenton  | Entró a los ' minutos |
|   | DEL | Garita          | Entró a los ' minutos |

| - | DEL | Luis Fernández      | Entró a los ' minutos |
|   | DEL | Francisco Hernández | Entró a los ' minutos |
|   | DEL | Guillermo Guardia   | Entró a los ' minutos |

| Principal  | Carlos Manuel Álvarez |
| Asistentes | Carlos Luis Alfaro    |
|            | José Luis Venegas     |
| Cuarto     | Eduardo Barrantes     |

| -     | POR   | Carlos Bismarck Duarte |                       |
|       | DEF   | Carlos Toppings        |                       |
|       | DEF   | Ricardo García         |                       |
|       | DEF   | Franco Benavides       |                       |
|       | DEF   | Gonzalo Recio          |                       |
|       | MED   | Luis Galagarza         | Salió a los ' minutos |
|       | MED   | Carlos Velásquez       |                       |
|       | MED   | Francisco Arias        |                       |
|       | MED   | Franklin Vargas        | Salió a los ' minutos |
|       | DEL   | Yanán Villegas         |                       |
|       | DEL   | Jorge Ulate            | Salió a los ' minutos |
| D. T. | D. T. | Toribio Rojas          |                       |

| -     | POR   | Marco Antonio Rojas |                       |
|       | DEF   | Ricardo Salazar     |                       |
|       | DEF   | Alfonso Brenes      |                       |
|       | DEF   | Herberth Montero    |                       |
|       | DEF   | Manuel Quesada      |                       |
|       | MED   | Alexandre Guimarães |                       |
|       | MED   | Enrique Rivers      | Salió a los ' minutos |
|       | MED   | Rolando Villalobos  |                       |
|       | MED   | Herberth Ovares     | Salió a los ' minutos |
|       | DEL   | Evaristo Coronado   | Salió a los ' minutos |
|       | DEL   | William Calderón    |                       |
| D. T. | D. T. | Giovanni Rodríguez  |                       |

| - | MED | Danilo Anderson | Entró a los ' minutos |
|   | MED | Rodrigo Kenton  | Entró a los ' minutos |
|   | DEL | Garita          | Entró a los ' minutos |

| - | DEL | Luis Fernández      | Entró a los ' minutos |
|   | DEL | Francisco Hernández | Entró a los ' minutos |
|   | DEL | Guillermo Guardia   | Entró a los ' minutos |

| Principal  | Carlos Manuel Álvarez |
| Asistentes | Carlos Luis Alfaro    |
|            | José Luis Venegas     |
| Cuarto     | Eduardo Barrantes     |

#### Final - vuelta
| -     | POR   | Marco Antonio Rojas |  |
|       | DEF   | Manuel Quesada      |  |
|       | DEF   | Alfonso Brenes      |  |
|       | DEF   | Herberth Montero    |  |
|       | DEF   | Ricardo Salazar     |  |
|       | MED   | Alexandre Guimarães |  |
|       | MED   | Luis Fernández      |  |
|       | MED   | Rolando Villalobos  |  |
|       | MED   | William Calderón    |  |
|       | DEL   | Evaristo Coronado   |  |
|       | DEL   | Herberth Ovares     |  |
| D. T. | D. T. | Giovanni Rodríguez  |  |

| -     | POR   | Carlos Bismarck Duarte |  |
|       | DEF   | Carlos Toppings        |  |
|       | DEF   | Ricardo García         |  |
|       | DEF   | Franco Benavides       |  |
|       | DEF   | Marvin Bustos          |  |
|       | MED   | Francisco Arias        |  |
|       | MED   | Carlos Velásquez       |  |
|       | MED   | Rodrigo Kenton         |  |
|       | MED   | Jorge Ulate            |  |
|       | DEL   | Luis Galagarza         |  |
|       | DEL   | Danilo Anderson        |  |
| D. T. | D. T. | Toribio Rojas          |  |

| - | DEL | Francisco Hernández | Entró a los ' minutos |
|   | MED | Enrique Rivers      | Entró a los ' minutos |

| - | DEF | Gonzalo Recio   | Entró a los ' minutos |
|   | DEL | Yanán Villegas  | Entró a los ' minutos |
|   | MED | Franklin Vargas | Entró a los ' minutos |

| 46' | Alexandre Guimarães | 1:0 |

| Principal  | Carlos Luis Monge |
| Asistentes | Enrique Torres    |
|            | Berny Ulloa       |

| -     | POR   | Marco Antonio Rojas |  |
|       | DEF   | Manuel Quesada      |  |
|       | DEF   | Alfonso Brenes      |  |
|       | DEF   | Herberth Montero    |  |
|       | DEF   | Ricardo Salazar     |  |
|       | MED   | Alexandre Guimarães |  |
|       | MED   | Luis Fernández      |  |
|       | MED   | Rolando Villalobos  |  |
|       | MED   | William Calderón    |  |
|       | DEL   | Evaristo Coronado   |  |
|       | DEL   | Herberth Ovares     |  |
| D. T. | D. T. | Giovanni Rodríguez  |  |

| -     | POR   | Carlos Bismarck Duarte |  |
|       | DEF   | Carlos Toppings        |  |
|       | DEF   | Ricardo García         |  |
|       | DEF   | Franco Benavides       |  |
|       | DEF   | Marvin Bustos          |  |
|       | MED   | Francisco Arias        |  |
|       | MED   | Carlos Velásquez       |  |
|       | MED   | Rodrigo Kenton         |  |
|       | MED   | Jorge Ulate            |  |
|       | DEL   | Luis Galagarza         |  |
|       | DEL   | Danilo Anderson        |  |
| D. T. | D. T. | Toribio Rojas          |  |

| - | DEL | Francisco Hernández | Entró a los ' minutos |
|   | MED | Enrique Rivers      | Entró a los ' minutos |

| - | DEF | Gonzalo Recio   | Entró a los ' minutos |
|   | DEL | Yanán Villegas  | Entró a los ' minutos |
|   | MED | Franklin Vargas | Entró a los ' minutos |

| 46' | Alexandre Guimarães | 1:0 |

| Principal  | Carlos Luis Monge |
| Asistentes | Enrique Torres    |
|            | Berny Ulloa       |

| -     | POR   | Marco Antonio Rojas |  |
|       | DEF   | Manuel Quesada      |  |
|       | DEF   | Alfonso Brenes      |  |
|       | DEF   | Herberth Montero    |  |
|       | DEF   | Ricardo Salazar     |  |
|       | MED   | Alexandre Guimarães |  |
|       | MED   | Luis Fernández      |  |
|       | MED   | Rolando Villalobos  |  |
|       | MED   | William Calderón    |  |
|       | DEL   | Evaristo Coronado   |  |
|       | DEL   | Herberth Ovares     |  |
| D. T. | D. T. | Giovanni Rodríguez  |  |

| -     | POR   | Carlos Bismarck Duarte |  |
|       | DEF   | Carlos Toppings        |  |
|       | DEF   | Ricardo García         |  |
|       | DEF   | Franco Benavides       |  |
|       | DEF   | Marvin Bustos          |  |
|       | MED   | Francisco Arias        |  |
|       | MED   | Carlos Velásquez       |  |
|       | MED   | Rodrigo Kenton         |  |
|       | MED   | Jorge Ulate            |  |
|       | DEL   | Luis Galagarza         |  |
|       | DEL   | Danilo Anderson        |  |
| D. T. | D. T. | Toribio Rojas          |  |

| - | DEL | Francisco Hernández | Entró a los ' minutos |
|   | MED | Enrique Rivers      | Entró a los ' minutos |

| - | DEF | Gonzalo Recio   | Entró a los ' minutos |
|   | DEL | Yanán Villegas  | Entró a los ' minutos |
|   | MED | Franklin Vargas | Entró a los ' minutos |

| 46' | Alexandre Guimarães | 1:0 |

| Principal  | Carlos Luis Monge |
| Asistentes | Enrique Torres    |
|            | Berny Ulloa       |

| -     | POR   | Marco Antonio Rojas |  |
|       | DEF   | Manuel Quesada      |  |
|       | DEF   | Alfonso Brenes      |  |
|       | DEF   | Herberth Montero    |  |
|       | DEF   | Ricardo Salazar     |  |
|       | MED   | Alexandre Guimarães |  |
|       | MED   | Luis Fernández      |  |
|       | MED   | Rolando Villalobos  |  |
|       | MED   | William Calderón    |  |
|       | DEL   | Evaristo Coronado   |  |
|       | DEL   | Herberth Ovares     |  |
| D. T. | D. T. | Giovanni Rodríguez  |  |

| -     | POR   | Carlos Bismarck Duarte |  |
|       | DEF   | Carlos Toppings        |  |
|       | DEF   | Ricardo García         |  |
|       | DEF   | Franco Benavides       |  |
|       | DEF   | Marvin Bustos          |  |
|       | MED   | Francisco Arias        |  |
|       | MED   | Carlos Velásquez       |  |
|       | MED   | Rodrigo Kenton         |  |
|       | MED   | Jorge Ulate            |  |
|       | DEL   | Luis Galagarza         |  |
|       | DEL   | Danilo Anderson        |  |
| D. T. | D. T. | Toribio Rojas          |  |

| - | DEL | Francisco Hernández | Entró a los ' minutos |
|   | MED | Enrique Rivers      | Entró a los ' minutos |

| - | DEF | Gonzalo Recio   | Entró a los ' minutos |
|   | DEL | Yanán Villegas  | Entró a los ' minutos |
|   | MED | Franklin Vargas | Entró a los ' minutos |

| 46' | Alexandre Guimarães | 1:0 |

| Principal  | Carlos Luis Monge |
| Asistentes | Enrique Torres    |
|            | Berny Ulloa       |

|                                        |
|                                        |
| Campeón Deportivo Saprissa 16.º título |

## Estadísticas

### Tabla de goleadores
Lista con los máximos anotadores de la temporada.
| Pos. | Jugador           | Equipo          | Goles |
| ---- | ----------------- | --------------- | ----- |
| 1.º  | Guillermo Guardia | Saprissa        | 20    |
| 2.º  | Jorge Picado      | Sagrada Familia | 15    |
| 3.º  | Enrique Rivers    | Saprissa        | 13    |
| =    | Omar Arroyo       | Alajuelense     | 13    |
| =    | Gilberto Rhoden   | Limonense       | 13    |
| 6.º  | Luis Fernández    | Saprissa        | 12    |
| =    | Juan Cayasso      | Alajuelense     | 12    |
| 8.º  | Juan Pablo Chacón | San Carlos      | 11    |
| =    | Álvaro Solano     | Alajuelense     | 11    |
| =    | Jorge Ulate       | Puntarenas      | 11    |